# Fera da Penha
Neyde Maia Lopes, mais conhecida como Fera da Penha (Rio de Janeiro, 17 de dezembro de 1938 – Rio de Janeiro, 2 de maio de 2023), foi uma criminosa brasileira presa pelo sequestro e assassinato de uma criança de quatro anos. O caso, ocorrido em 30 de junho de 1960, chocou a sociedade brasileira da época, tendo sido amplamente divulgado pela mídia.

## Antecedentes
Neyde era filha de Benjamin Lopes e Cândida Maia Lopes. Na infância, sofreu com a superproteção dos pais, que não a deixavam brincar com outras crianças. No início de sua adolescência, sofria com comentários sobre seu nariz ligeiramente adunco, sua acne e outras características físicas. Durante sua adolescência, começou a ler contos e romances policiais, o que assustava aos pais e a irmã Marilda. Tendo o rosto coberto pela acne e insatisfeita com seu nariz, sua autoestima era baixa, e ela também não se depilava. Conforme é relatado no diário que escreveu durante os anos de prisão, namorou com um rapaz chamado William, antes do relacionamento com Antônio. Tal relacionamento consta como um fiasco, sendo que Neyde sofria com os ciúmes excessivos do namorado. 
Seu novo namorado era Antônio Couto Araújo, natural de Conceição do Coité, na Bahia, nascido em 3 de março de 1933. Era casado com Nilza Coelho, natural do Rio de Janeiro e tinha duas filhas, uma delas, Tânia Maria, nascida no Rio de Janeiro em 31 de janeiro de 1956, e a outra, a mais velha, Solange.
Neyde trabalhava na empresa Ducal, no Centro da Cidade do Rio de Janeiro, e Antônio, na casa do senhor Renato Mascarenhas Branco, funcionário da empresa Vale do São Francisco no bairro de Fátima. Em meados do final do ano de 1959, Neyde conheceu Antônio. Os dois trocaram alguns olhares até que ele a abordou. Com o tempo, começaram a conversar e iniciaram um caso amoroso. Durante cerca de 3 meses, se encontraram em diversos locais da cidade do Rio de Janeiro.
Um dia, um senhor de cerca de 50 anos, abordou Neyde e disse que conhecia Antônio, e que ele tinha uma esposa e duas filhas. A partir de então, Neyde começou a seguir Antônio, e descobriu tudo sobre sua família. Durante alguns meses, ela rondou a residência do casal na rua Antônio Vargas 108, em Piedade, subúrbio carioca, se apresentou como Nilza, utilizando a desculpa de que tinha estudado com Nilza no colégio Duque de Caxias e estava interessada amorosamente em seu irmão, Nelson Coelho. Até que um dia decidiu sequestrar Tânia Maria, filha mais nova do ex-amante, na tentativa de ameaça-lo, ao descobrir que ela era o "xodó" de Antônio. Ressalva-se que desde o surgimento desta história, havia um boato de que Antônio havia forçado Neyde a fazer um aborto. Essa informação não foi esclarecida até os dias de hoje, porém consta no diário de Neyde, onde ela diz que após a descoberta da gravidez iria romper com Antônio, explicar aos pais que estava grávida e criaria sozinha o seu filho. Se a tal história fosse verdadeira, a partir deste ocorrido Neyde ganharia o rancor suficiente para cometer o crime em questão.

## Crime
No dia 30 de junho de 1960, Neyde acordou disposta a por um fim na farsa do amante. Ela então ligou para o Instituto Joemar, localizado na rua Gonçalo Coelho, 223, em Piedade, e disse ser Nilza, a mãe de Tânia Maria. Ela citou o nome de uma vizinha, que se chamaria Odete, e que tinha de ir a uma consulta no seu médico em outro bairro, deixando a responsabilidade de buscar a filha mais cedo com ela. Neyde então chegou ao colégio dizendo ser Odete, e por conta da falta de prevenção e monitoramento à sequestros nos colégios nesta época, conseguiu levar a criança. Ao chegar ao Instituto, por volta das 14h, para levar a merenda de Tânia, Nilza descobriu que sua filha havia sido retirada por outra mulher, assim, junto da dona do Joemar, comunicou o sequestro à polícia.
Durante a tarde, Neyde passeou com a menina em várias ruas e bairros do Rio, dando-lhe balas, pipoca e comprando um frasco de álcool, que segundo ela seria para fazer um remédio para um resfriado. Chegou a levar a menina até a casa de Zizélia, residente no conjunto habitacional Iapi da Penha na época. Zizélia havia sido inquilina de sua avó, e tinha forte amizade com ela. Conversaram e ela disse que a menina era filha de sua amiga que vivia no bairro de Cavalcanti. Neste momento, a amiga estranhou o fato de Neyde ter retirado uma mecha de cabelo da menina (provavelmente para que pudesse provar à Antônio que tinha raptado sua filha). Durante esse período, Neyde ligou diversas vezes para a casa da família, dizendo estar com a menina. Ao cair da noite, por volta das 20h, Neyde levou Tânia a um galpão do Matadouro da Penha. Munida de um revólver calibre 32, atirou na nuca da criança à queima roupa. Tentando ocultar o cadáver, pois o local era habitado por urubus que carregavam as carcaças dos animais ali jogadas, Neyde incendiou o corpo de Tânia, evadindo-se do local pouco tempo depois. Porém, foi vista por funcionários do matadouro que comunicaram o ocorrido à polícia. O corpo de Tânia estampou os jornais do dia seguinte, comovendo toda a população.

## Investigações
Por volta das 23h, um funcionário do Matadouro da Penha passava com seu cavalo pelos arredores do local, quando subitamente o animal se assustou com uma fogueira. Após apear do animal, o funcionário descobriu o corpo carbonizado de Tânia no interior da fogueira. A notícia se espalhou rapidamente e, pouco tempo, a polícia chegou ao local. Confrontada pela polícia e pela imprensa com a notícia da descoberta do corpo, Neyde confessou o crime durante entrevista ao jornalista Saulo Gomes.
Durante investigações sobre o sequestro de sua filha Tânia, Antônio confessa à polícia que manteve um relacionamento extraconjugal com Neyde durante 6 meses, o que leva a polícia a detê-la para averiguações durante todo o dia 1º de julho. Pressionada, Neyde, a princípio, nega o crime diante das autoridades e da imprensa presentes.
Detida no 24º distrito, no bairro de Encantado, Neyde precisou ser transferida ao prédio da Polícia Central, por conta do risco de invasão da delegacia por parte de populares. Durante a transferência, cerca de 300 pessoas depredaram uma viatura de polícia, utilizada para despistar a viatura que conduzia a criminosa. Nesse momento, a imprensa cria a alcunha de Fera da Penha para batizar o caso. Alguns dias depois, a polícia cancelou a reconstituição do caso após centenas de moradores da Penha terem se organizado para linchar Neyde, no local do crime. Após alguns dias detida na Polícia Central, a assassina foi transferida para a Penitenciária Lemos Brito, em Bangu.

## Julgamento
O julgamento ocorreu entre 4 e 5 de outubro de 1963. Após 16 horas de sessão, o júri votou pela condenação de Neyde, pelo sequestro (7 votos a 0) e pelo homicídio (6 votos a 1). O juiz Bandeira Stampa, presidente do II Tribunal do Júri, proferiu a sentença de 33 anos de prisão (30 pelo homicídio e 3 pelo sequestro) em regime fechado. Por conta da pena ter ultrapassado mais de 20 anos, um segundo julgamento foi solicitado pelo advogado de defesa. Esse julgamento ocorreu apenas entre 20 e 21 de abril de 1964. Esse segundo julgamento apenas confirmou a sentença (por 6 votos a 1). A decisão dos julgamentos só seria confirmada pela justiça em 1966.

## Consequências
Ao cumprir 15 anos de prisão (sendo sua pena reduzida através de indulto de 33 para 21 anos), Neyde Maia Lopes foi solta em 9 de outubro de 1975. Viveu durante todo o seu tempo restante com seus pais até eles morreram. Possuía como “hobbies” apenas atividades comuns de uma idosa, como assistir programas de televisão e era uma senhora reclusa. 
Os pais de Tânia permaneceram juntos após a tragédia. Nilza perdoou o marido e o casal teve mais três filhas. A menina foi enterrada no cemitério de Inhaúma. Seu túmulo tornou-se ponto de peregrinação de fiéis de diferentes denominações religiosas, que associam a menina como benfeitora de muitos milagres.
Neyde Maia Lopes faleceu em 2 de maio de 2023, no hospital Souza Aguiar, no Rio de Janeiro. A causa da morte foi acidente vascular cerebral.. Foi sepultada no dia seguinte no cemitério do Caju, na cidade do Rio de Janeiro.

## Na cultura popular
O caso da Fera da Penha causou grande impacto na sociedade brasileira na década de 1960, tendo sido retratado nos principais jornais e revistas do país, além de ter sido relatado em livros e utilizado como base para filmes e programas de televisão. O interesse pelo caso foi diminuindo nas décadas seguintes, de forma que acabou caindo no esquecimento.

### Filmes
- Crime de amor (1965), de Rex Endsleigh.[14]
- O Lobo Atrás da Porta (2013), de Fernando Coimbra.[15]

### Televisão
- Culpado ou inocente (1983) — Rede Bandeirantes.[16]
- Linha Direta Justiça (2003) — Rede Globo.[17]

### Livros
- Os olhos dourados do ódio (1962), de José Carlos Oliveira.
- Características do crime esquizofrênico (1965), de José Alves Garcia.
- Alguns casos de polícia (1978), de José Monteiro.[18]
- Crimes que abalaram o Brasil (2007), de Marcelo F. de Barros, Wilson Aquino, George Moura e Flávio Araújo.[19][20]
- Mulheres do Brasil, a história não contada (2018), de Paulo Rezzutti.